# شهرستان جک (تگزاس)
شهرستان جک، تگزاس (به انگلیسی: Jack County, Texas) یک سکونتگاه مسکونی در ایالات متحده آمریکا است که در تگزاس واقع شده‌است.

## خصوصیات
شهرستان جک ۲٬۳۸۲٫۸ کیلومترمربع مساحت دارد.